# 労働党 (リトアニア)
労働党（リトアニア語: Darbo partija、略称: DP）は、2003年に成立したリトアニアの政党である。2004年から2021年まで欧州自由民主改革党に参加していた。農村部やロシア系住民の一部から支持を得ている。

## 沿革
2003年10月18日、リトアニア在住のロシア人企業家でケダイネイ地方の無所属議員だったヴィクトル・ウスパスキフによって結成された（政党登録は同年11月25日）。
党結成翌年に行われた、2004年の欧州議会議員選挙において30.2％の得票率を得て第一党となり、リトアニアに割り当てられた13議席中5議席を獲得した。また同年行われた国会議員選挙でも28.4％の得票率で第一党となり、全141議席のうち39議席を獲得した。選挙後、労働党は社会民主党、新連合（社会自由党）とともに第2次アルギルダス・ブラザウスカス内閣を発足させた。
当初はポピュリズム的政策を掲げていたが、連立政権参加後は次第に中道左派の政策を掲げるようになった。しかし、既成政党への挑発的な態度は続き、2006年に新連合が連立政権を離脱するきっかけを作った。その後、党首であるウスパスキフに学歴詐称や汚職疑惑が浮上し、彼は一時ロシアに逃亡し、政権から離脱した。これによって第2次ブラザウスカス内閣は崩壊した。また同年には反ウスパスキフ派の議員数名が離党して市民民主党 (PDP) を結成した。
2008年10月の国会議員選挙では労働党青年部組織による政党、リトアニア労働者党 (Lietuvos leiboristų partija) と政党連合「労働党・青年連合」(Koalicija Darbo Partija + Jaunimas) を組み、得票率9.0％で10議席を獲得。翌2009年の欧州議会議員選挙では得票率8.79％で1議席に留まった。
2011年4月9日、新連合と合併した。
2013年、リトアニア労働者党と合併し、正式名称を労働党（労働者） (Darbo partija (leiboristai)) に変更した。同時に、ヴィータウタス・ガプシースが党首に就任した。同年、キリスト教党 (KP) と合併し、党名を労働党に戻した。また、ガプシースに代わってロレタ・グラウジニエネが党首となった。
2014年欧州議会議員選挙では1議席を獲得し、労働党創立者のヴィクトル・ウスパスキフが欧州議会議員に就任した。
2015年、秩序と正義を離党し労働党に移ったヴァレンティナス・マズロニス欧州議会議員が労働党党首に就任した。なお、マズロニスが労働党に移ったことにより、欧州議会に占める労働党の議席数は2議席となった。
2016年の国会議員選挙では比例区で阻止条項で定められている5%を突破することができず、議席を獲得することができなかった。小選挙区では2議席を獲得した。2議席では国会内で会派を結成することができないため、当選した議員2人は国会ではリトアニア社会民主党会派に所属している。この結果を受けてマズロニス党首が引責辞任することとなり、2016年12月11日、党大会でジヴィレ・ピンスクヴィエネが代わって党首に選出された。
2018年、労働党創立者であるヴィクトル・ウスパスキフが党首に返り咲いた。
2021年、ウスパスキフ党首のLGBTに対する差別的発言が問題視され、翌月、労働党は欧州自由民主同盟党から離脱。
2022年から24年までアンドリュス・マズロニスが党首を務めたが、2024年の欧州議会議員選挙で労働党が議席を獲得できなかったことに対する責任をとり、辞職。

## 歴代党首
- 2003–06年：ヴィクトル・ウスパスキフ（リトアニア語版）
- 2006–07年：ケーストゥティス・ダウクシース
- 2007–13年：ヴィクトル・ウスパスキフ
- 2013年：ヴィータウタス・ガプシース
- 2013–15年：ロレタ・グラウジニエネ
- 2015年：ヴィクトル・ウスパスキフ
- 2015–16年：ヴァレンティナス・マズロニス
- 2016–17年：ジヴィレ・ピンスクヴィエネ（リトアニア語版）
- 2017–18年：シャルーナス・ビルティス（リトアニア語版）
- 2018–22年：ヴィクトル・ウスパスキフ
- 2022–24年：アンドリュス・マズロニス